# Брибри
Брибри — один из индейских народов, проживающих в Коста-Рике. Альтернативное название — таламанка. Принадлежит к группе чибча. Обитают в Коста-Рике, проживают главным образом на юго-востоке страны в районе Таламанка. Численность составляет 11 тыс. человек. Отдельная группа численностью около 2 тыс. человек проживает в Панаме.

## Этимология
«Брибри» на языке этого народа означает «сильный».

## Религия и язык
В основном исповедуют католицизм. Также встречаются представители протестантизма.
Официальный язык — брибри. Относится к южноамериканской группе чибча и делится на диалекты: эстрелья, покоси таламанка, тариака, уринама валиенте; вытесняется испанским языком.

## Основные занятия
Ручное подсечно-огневое земледелие. Добывают маис, хлопок, кофе, бананы. Значение охоты падает. Основные ремёсла — плетение, ткачество. Также развивается мелкое товарное производство. Материальная культура креольского типа. Из-за широко распространенных торгово-экономических связей брибри много взаимодействовали с индейцами северных Анд и народами майя до колонизации.

## Традиционно социальная организация брибри
Проживали в небольших поселениях, состоящих из 2-3 больших домов. В домах обычно проживало по 25-30 человек. Сохраняется деление на матрилинейные роды. Около 1500 их потомков до сих пор живут в изолированном состоянии, разделены на две главные группы КабинаКарас и брибри. Брак матри- или неолокальный, преимущественно кросскузенный. До сих пор сохраняются пережитки дохристианских верований и обрядов, сохраняется традиционный фольклор.